# Pericallis
Pericallis (лат.) — небольшой род цветковых растений семейства Астровые (Asteraceae). Растения этого рода произрастают на Канарских островах, Мадейре и Азорских островах. Род включает 15 видов травянистых растений и небольших полукустарников. В прошлом род часто включали либо в Cineraria, либо в Senecio.

## Виды
В род входят следующие виды:
- Pericallis appendiculata (L.f.) B.Nord.
- Pericallis aurita (L'Hér.) B.Nord.
- Pericallis cruenta (L'Hér.) Bolle
- Pericallis echinata (L.f.) B.Nord.
- Pericallis hadrosoma (Svent.) B.Nord.
- Pericallis hansenii (G.Kunkel) Sunding
- Pericallis lanata (L'Hér.) B.Nord.
- Pericallis malvifolia (L'Hér.) B.Nord.
- Pericallis menezesii R. Jardim, K. E. Jones, Carine & M. Seq.
- Pericallis multiflora (L'Hér.) B.Nord.
- Pericallis murrayi (Bornm.) B.Nord.
- Pericallis papyracea (DC.) B.Nord.
- Pericallis steetzii (Bolle) B.Nord.
- Pericallis tussilaginis (L'Hér.) D.Don
- Pericallis webbii (Sch. Bip.) Bolle